# Berline

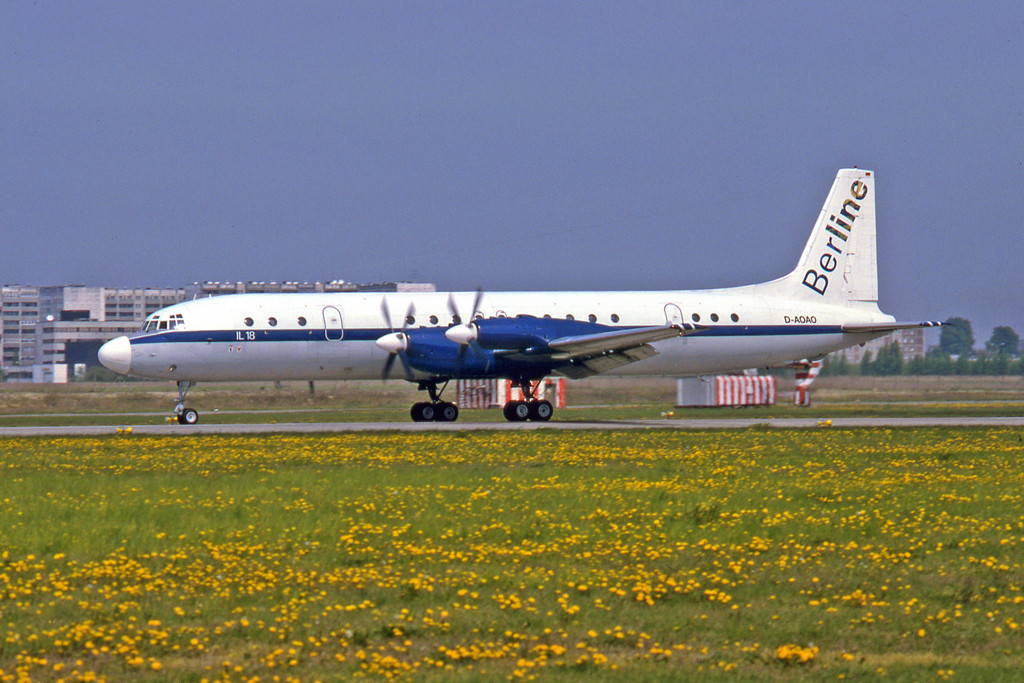
Um Ilyushin Il-18 da Berline no Aeroporto de Berlim-Schönefeld em 1992.

Berline fora uma empresa fundada em 1991, com o témino das operações em 1994. A empresa era sediada em Berlim, na Alemanha.